# Münchner Blechreiz

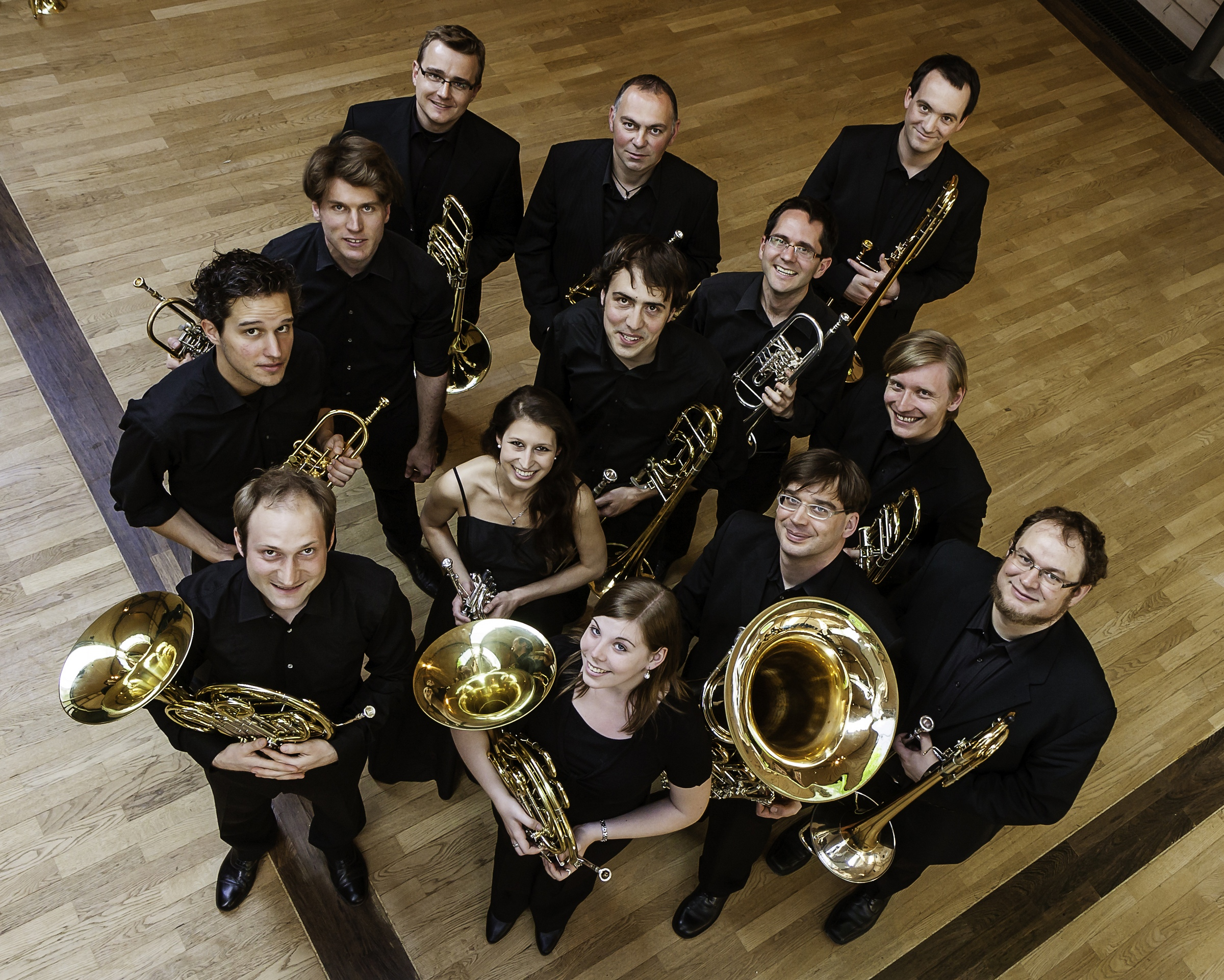
Münchner Blechreiz (2012)

Münchner Blechreiz ist ein Blechbläserensemble, das sich aus Musikern verschiedener Münchner Orchester zusammensetzt.

## Geschichte
Das Ensemble wurde im Jahr 2003 gegründet. Der erste Auftritt erfolgte noch unter einem anderen Namen, der aber aus juristischen Gründen schon früh geändert wurde. In der Gründungszeit nannte sich das Ensemble zur Gründungszeit Vesis 11.
Bei allen Mitgliedern des Ensembles handelt es sich um Amateurmusiker, die in verschiedenen akademischen Fachrichtungen studieren oder bereits beruflich tätig sind. Sie verfügen aber alle auch über eine langjährige musikalische Ausbildung. Die Musiker haben erfolgreich am Musikwettbewerb Jugend musiziert teilgenommen, in verschiedenen Auswahlorchestern, wie dem Bundesjugendorchester, Bayerischen Landesjugendorchester, Schwäbischen Jugendblasorchester oder ihren Grundwehrdienst im Militärmusikdienst der Bundeswehr abgeleistet.
Von 2007 bis 2012 wurde das Ensemble von Ekkehard Hauenstein, Flötist am Staatstheater Meiningen, geleitet.
Weiterhin und im Speziellen zur Vorbereitung auf Konzerte und verschiedene Wettbewerbe werden Proben von professionellen Musikern, u. a. des Bayerischen Staatsorchesters München (OperaBrass) und des Symphonieorchesters Bayerischen Rundfunks unterstützt.
Konzertreisen führten das Ensemble unter anderem durch Mitteleuropa, Costa Rica und mehrfach nach Spanien zum Festival MúsicaMallorca.
Das Repertoire umfasst Werke der Renaissance über Wiener Klassik, Romantik, Filmmusik bis hin zu zeitgenössischen Originalkompositionen für Blechbläserensemble. Da für diese erweiterte Besetzung nur eingeschränkt Werke erhältlich sind, erfolgen eigene Bearbeitungen.

## Besetzung
Die Besetzung besteht aus fünf Trompeten, zwei Hörnern, fünf Posaunen und einer Tuba. Das Ensemble spielt unter anderem Werke für große Blechbläserbesetzungen wie die des Philip Jones Brass Ensembles, von German Brass, als auch solche für kleinere Ensembles, wie beispielsweise Mnozil Brass, Blechbläserquintett oder Trompeten- bzw. Posaunenquartette.

## Auszeichnungen
- 2007: 2. Platz beim Bayerischen Orchesterwettbewerb in Bad Windsheim[1]

- 2008: 1. Platz beim Deutschen Orchesterwettbewerb in Wuppertal[2]
- 2011: 1. Platz beim Bayerischen Orchesterwettbewerb in München[3]
- 2012: 1. Platz beim Deutschen Orchesterwettbewerb in Hildesheim[4]